# Emperador Shang de Tang
Emperador Shang de Tang (xinès: 唐殤帝) (695 ó 698 - 714) va regnar com a emperador de la Dinastia Tang només disset dies, en un període de lluites familiars pel poder. El seu nom personal era Li Chongmao (李重茂), també és conegut com a emperador Shao (少帝), que literalment significa "el jove emperador".

## Biografia
Li Chongmao era el fill petit de l'emperador Zhongzong, i d'una de les seves concubines.
L'any 705, l'emperadriu Wu Zetian va ser enderrocada en un cop d'estat, i Li Xian, el pare de LI Chongmao va iniciar el segòn mandat com a emperador Zhongzong. Li Chongmao va rebre el títol de príncep de Wen i es va convertir en comandant general de les guàrdies imperials i comandant de la prefectura de Bing (并 州), aproximadament l'actual Taiyuan, a la província de Shanxi. Durant el seu període com príncep de Wen, es va casar amb la princesa Lu.
El 710, l'emperador Zhongzong va morir sobtadament, una mort que els historiadors tradicionals creien que va ser un enverinament per la seva esposa l'emperadriu Wei i la seva filla, la princesa Anle. En aquell moment, Wei es podia convertir en "emperadora" com Wu Zetian. Mentrestant, l'emperadriu Wei va nomenar a Li Chongmao emperador (com a emperador Shang), però va conservar el poder com a emperadriu regent.
Els plans de l'emperadriu Wei es van veure afectats, amb un nou cop d'estat, pocs dies després de l'entronització de Shang. Tant l'emperadriu Wei com Li Guo van ser assassinades, i l'emperador es va veure obligat a cedir el tron imperial un altre cop al quart fill de l'emperadriu Wu, l'emperador Ruizong, que ha havia governant en el període de 684 a 690.
Durant el seu mandat va tenir, entre altres Consellers, a Li Longji , tercer fill de l'emperadriu Wu, que més tard seria el sisè emperador de la Dinastia Tang, amb el nom d'Emperador Xuanzong, que va tenir el mandat més prolongat de tots els emperadors de la Dinastia (712 a 756). El seu regnat va coincidir amb l'etapa de més prosperitat i esplendor cultural dels Tang.
La majoria d'historiadors tradicionals no el consideraven un emperador legítim i no l'inclouen a la llista d'emperadors de la dinastia Tang, tot i que els historiadors moderns solen fer-ho.
Va morir el 5 de setembre de 714